# Zgodnja pomlad
Zgodnja pomlad (japonsko 早春, Hepburn Sōshun) je japonski dramski film iz leta 1956, ki ga je režiral in zanj skupaj s Kogom Nodo napisal scenarij Jasudžiro Ozu. V glavnih vlogah nastopajo Čikage Avašima, Rjo Ikebe in Keiko Kiši. Zgodba prikazuje poročenega pisarniškega delavca Masaka Sugijamo (Ikebe), ki ubeži monotoniji zakona z Šoji (Ikebbe) in dela za proizvajalca žgane gline z romanco s sodelavko Čijo (Kiši). Film prikazuje tudi težavno življenje uradnikov, Ozu ga je opisal kot »prikaz patosa življenja belih ovratnikov«.
Film je bil premierno prikazan 29. januarja 1956. Z dolžino 144 minut je najdaljši ohranjen Ozujev film in njegov predzadnji, posnet v črno-beli tehniki. Na strani Rotten Tomatoes je prejel oceno 100%. Kljub dobrim ocenam s strani sodobnih kritikov, pa je film med manj znanimi deli režiserja.

## Vloge
- Čikage Avašima as Masako Sugijama
- Rjo Ikebe as Šodži Sugijama
- Keiko Kiši as Čijo Kaneko (»Zlata ribica«)
- Teidži Takahaši as Taizo Aoki
- Čišu Rju as Kiiči Onodera
- So Jamamura as Jutaka Kawai
- Haruko Sugimura as Tamako
- Takako Fudžino as Terumi Aoki
- Masami Taura as Koiči Kitagava
- Kumeko Urabe as Šige Kitagava
- Kuniko Mijake as Jukiko Kavai
- Daisuke Kato as Sakamoto
- Kodži Micui as Hirajama